# Сазанлей
Сазанлей — река в России, протекает по Балаковскому району Саратовской области. Впадает справа в протоку Ревяка реки Большой Иргиз.

## География
Сазанлей течёт в общем направлении на запад вдоль русла Волги. По левому берегу расположен нежилой населённый пункт Калиниха. Впадает в протоку Ревяка в 3,7 км от основного русла Волги. До постройки Саратовского канала длина составляла 32 км.

## Данные водного реестра
По данным государственного водного реестра России относится к Нижневолжскому бассейновому округу, водохозяйственный участок реки — Волга от Саратовского гидроузла до Волгоградского гидроузла, без рек Большой Иргиз, Большой Караман, Терешка, Еруслан, Торгун, речной подбассейн реки — подбассейн отсутствует. Речной бассейн реки — Волга от верхнего Куйбышевского водохранилища до впадения в Каспий.
Код объекта в государственном водном реестре — 11010002212112100009491.